# Niská přehradní nádrž
Niská přehrada (polsky Jezioro Nyskie, Jezioro Głębinowskie nebo Zbiornik Nysa, lidově Polská Copacabana) je údolní nádrž vybudovaná na řece Kladská Nisa u města Nisa v Opolském vojvodství. Hráz je dlouhá 2000 m a vysoká 20 m. Vodní plocha zabírá 2077 ha a celkový objem přehrady činí 123 440 000 m³ vody. Maximální hloubka je 25 m. Nádrž a její okolí je vyhledávaným rekreačním místem. Niská přehrada je bohatá na mnoho druhů ryb, jako je candát, štika, okoun, cejn velký. Žijí zde ptáci: racek chechtavý, racek stříbřitý, rybák obecný, volavka bílá, vodouš bahenní, jespák malý, jespák obecný, pisík obecný, čejka chocholatá, koliha velká, vodouš šedý, kulík bledý, čírka obecná.

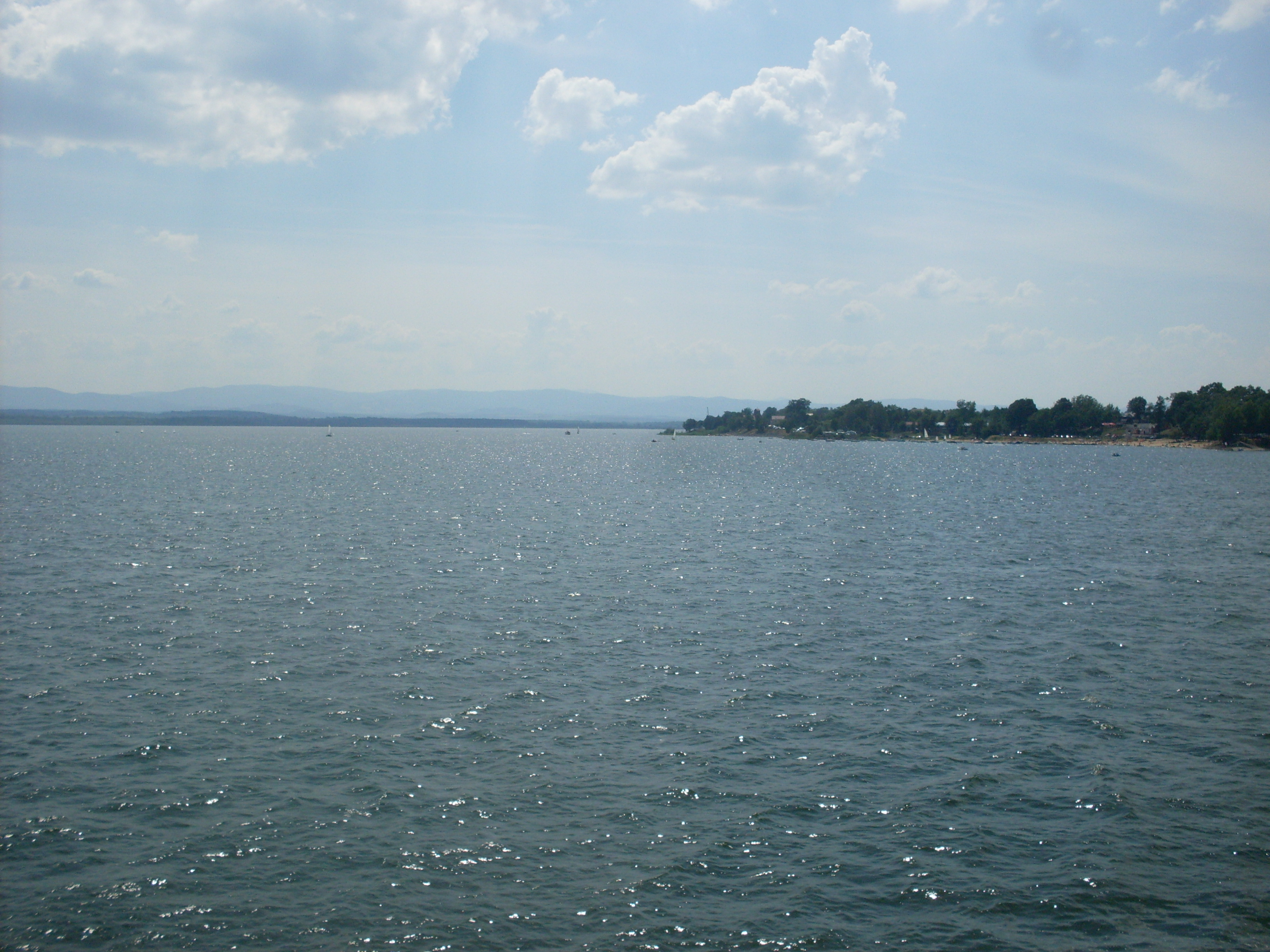
Pohled na jezero
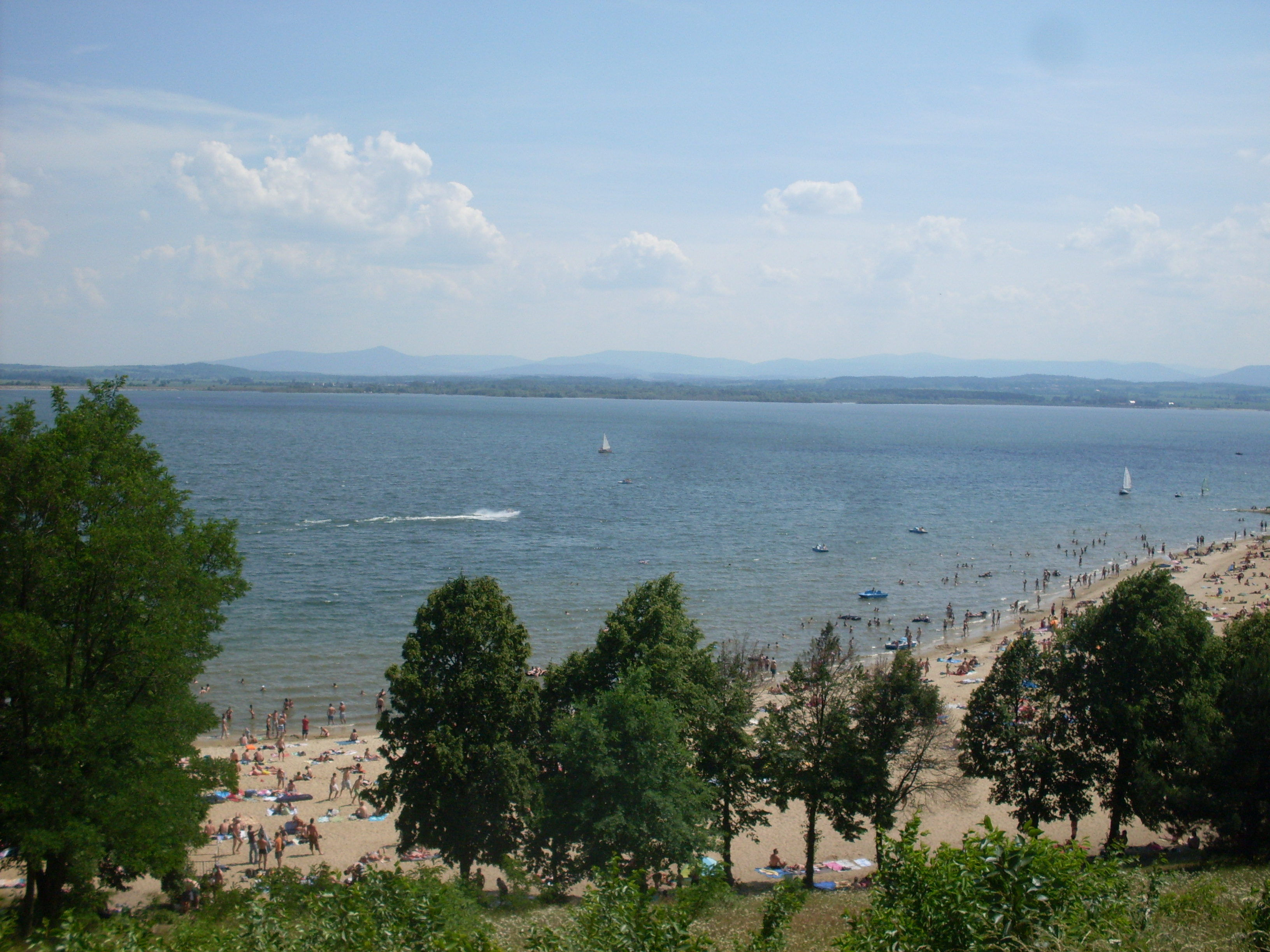
Niská přehrada. V pozadí Opavská vrchovina a Jeseníky
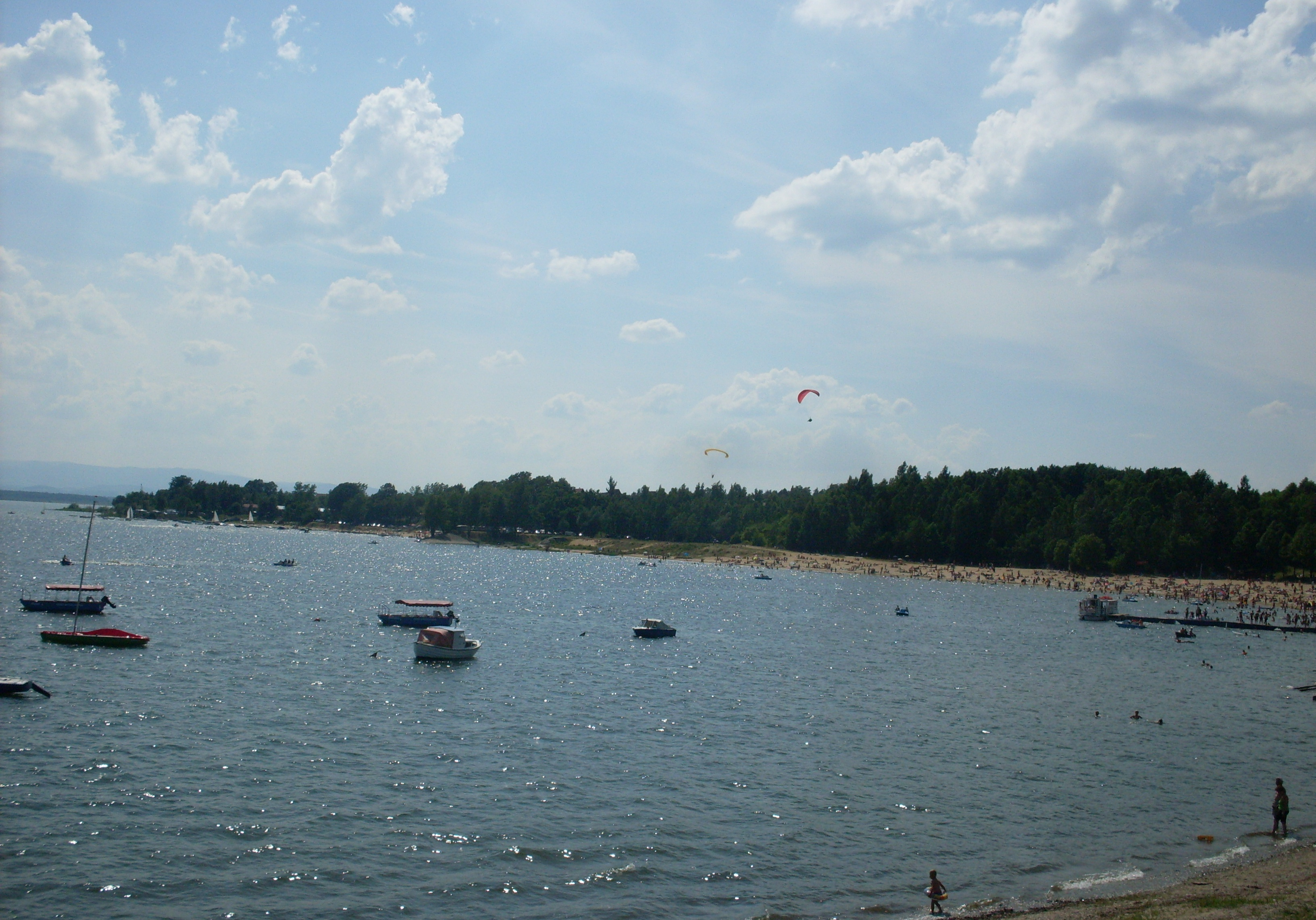
Pohled na pláž